# 河东之战 (902年)
河东之战，唐昭宗天复二年（902年），汴州宣武军节度使、东平王朱全忠为解除攻掠关中的后顾之忧，与晋王李克用在河东（今山西省）进行的作战。
902年正月，正当朱全忠在关中攻打李茂贞，准备“挟天子以令诸侯”之时，河东兵进攻沁州（治今山西沁源县）、慈州（治今山西吉县）、隰州（治今山西隰县）等地，于是在二月初一还军河中（治今山西永济市西）。河东将领李嗣昭、周德威等相继攻取慈州、隰州二州后，又进逼晋州（治今山西临汾市）、绛州（治今山西绛县）。二月十二日，朱全忠派其侄朱友宁领兵会同晋州刺史氏叔琮攻击河东军，李嗣昭袭取绛州后，又被汴军将领康怀贞夺取，李嗣昭等退到蒲县（今山西永济市）屯扎。二月十八日，汴军十万在蒲县以扎营，氏叔琮乘夜率军截断李嗣昭归路，并攻破大营，斩杀河东兵万余人。二月二十二日，朱全忠离开河中，于二月二十八日到达晋州（治今山西临汾），坐阵指挥。三月初二，氏叔琮、朱友宁向李嗣昭、周德威的大营发起进攻。汴军横阵十里，河东军仅数万，又深入敌境，众心惶恐不安。周德威出战失敗后，密令李嗣昭带领后军先去，自率骑兵也退去。氏叔琮与朱友宁长驱追击，河东兵惊慌溃败，兵器粮草几乎全部丢弃，李克用子李廷鸾被汴军俘获。朱全忠令氏叔琮、朱友宁乘胜进攻晋阳（今山西太原市）。李克用得知李嗣昭等军败，派李存信亲兵前去迎战。李存信进至清源（在晋阳南五十里），与汴军交战，便立即逃回晋阳。周德威、李嗣昭收集余众，从西山（晋阳西南接介休的介山、绵山）返回晋阳。汴军遂取慈州、汾州、隰州三州。三月十五日，进围晋阳，氏叔琮、朱友宁率得胜气盛的汴军扎营于晋祠（在太原南约十里），进攻西门。此时城中部队尚未集结，氏叔琮攻城甚急，且每次巡视围城官兵，总是宽袍大带，以示悠闲自得。李克用昼夜登城，督令严加守备，坚守晋阳。数日后，逃散的士卒又集结起来。李克用之弟忻州刺史李克宁也回到晋阳，众心才安定下来。三月十六日，朱全忠因急于加兵关中，由晋阳返回河中，李嗣昭、李嗣源多次率敢死队乘夜进入氏叔琮的营中厮杀，使汴军惊慌担心，防不胜防。这时晋阳附近又爆发瘟疫，氏叔琮于三月二十一日率部撤离晋阳，河东军虽然趁机攻下了慈州、汾州、隰州，但此后数年不敢和朱全忠相争。朱全忠得以在随后几年，篡唐称帝。